# Leioproctus alatus
Leioproctus alatus (лат.) — вид пчёл рода Leioproctus из семейства Colletidae. Австралия.

## Описание
Мелкие пчёлы (длина тела около 5 мм) с опушением из светлых волосков (тело коричневое с оранжевыми и желтыми отметинами). От близких видов отличаются следующими признаками: голова и грудь матовые и плотно сетчатые, стернит S7 с крупными крыловидными вентрально-апикальными лопастями, тергит T1 блестящий. Крылья с 2 субмаргинальными ячейками, клипеус выпуклый (также как и надклипеальная область), скапус усиков короткий и не достигает среднего оцеллия, длинная югальная лопасть заднего крыла, то есть простирающаяся значительно ниже уровня cu-v. Включен в состав подрода Colletellus Michener, 1965 (подсемейство Neopasiphaeinae). Вид был впервые описан в 2018 году австралийским энтомологом Remko Leijs (South Australian Museum, Аделаида, Австралия).